# Zolyx
Zolyx is een videospel voor de platforms Amstrad CPC, Commodore 64 en de ZX Spectrum. Het spel is ontwikkeld door Firebird Software uitgebracht in 1987.
In het spel controleert de speler één pixel. Wanneer de pixel in het speelvlak beweegt laat het een lijn achter. Als deze lijn een gebied afsluit wordt deze een gekleurd (paars) blok. Door het scherm bewegen vijandelijke pixels die, bij aanraking, een leven van de speler afneemt. Wanneer een vijandige pixel een lijn, die de speler aan het "tekenen" is, aanraakt raakt de speler ook een leven kwijt. Pixels zijn verbonden aan maar één kleur (zwart of paars). Als de speler een pixel "vangt", wanneer de speler een gebied afsluit als de pixel erin staat, verandert de pixels verbonden kleur. Als de speler 75% van het speelvlak heeft afgesloten (paars gemaakt), heeft de speler gewonnen. Hierna kan deze nog doorgaan om op de ranglijst te komen.

## Platforms
- Amstrad CPC (1987)
- Commodore 64 (1987)
- ZX Spectrum (1988)

## Ontvangst
| Beoordeeld door | Platform     | Datum | Score |
| --------------- | ------------ | ----- | ----- |
| Happy Computer  | Commodore 64 | 1986  | 71%   |